# Odontodynerus silaos
Odontodynerus silaos är en stekelart som först beskrevs av Henri Saussure.  Odontodynerus silaos ingår i släktet Odontodynerus och familjen Eumenidae. Inga underarter finns listade i Catalogue of Life.